# Dornhaiartige
Die Dornhaiartigen (Squaliformes) bilden die zweitgrößte Ordnung der Haie, die etwa 120 Arten in sechs Familien umfasst. Ihren Namen verdankt die Ordnung den Stacheln, die sich bei den meisten Arten vor den beiden Rückenflossen befinden. Zu der Ordnung gehören vor allem kleinere Haiarten, darunter die kleinsten bekannten Arten, der Zwerg-Laternenhai (Etmopterus perryi) und der Zylindrische Laternenhai (E. carteri) mit nur 16 bis 20 Zentimetern Körperlänge und einem Gewicht von etwa 150 Gramm. Größter Dornhaiartiger ist der Grönlandhai (Somniosus microcephalus), der bis zu sieben Meter lang werden kann. Viele Dornhaiartige leben in der Tiefsee und besitzen Leuchtorgane, wie z. B. der Zigarrenhai (Isistius brasiliensis).

## Merkmale
Dornhaiartige besitzen zwei Rückenflossen, denen jeweils ein Stachel vorsteht, der aber auch fehlen kann. Die Afterflosse fehlt. Der Kopf ist bei den meisten Arten mäßig abgeflacht, das Rostrum ist ohne Barteln. Der Schwanzflossenstiel ist manchmal gekielt. Alle Arten der Ordnung besitzen fünf Kiemenspalten, fünf funktionierende Kiemenbögen, wovon vier Holobranchien sind (Kiemenbögen, die sowohl an der vorderen als auch der hinteren Seite respiratorische Filamente tragen). Hinter jedem Auge befindet sich ein kleines oder großes Spritzloch mit oder ohne Klappe. Die untere Nickhaut fehlt, die Seitenlinie ist geschlossen.

## Familien
Die Ordnung der Dornhaiartigen setzt sich nach Nelson, Grande &Wilson (2016) aus folgenden Familien zusammen:

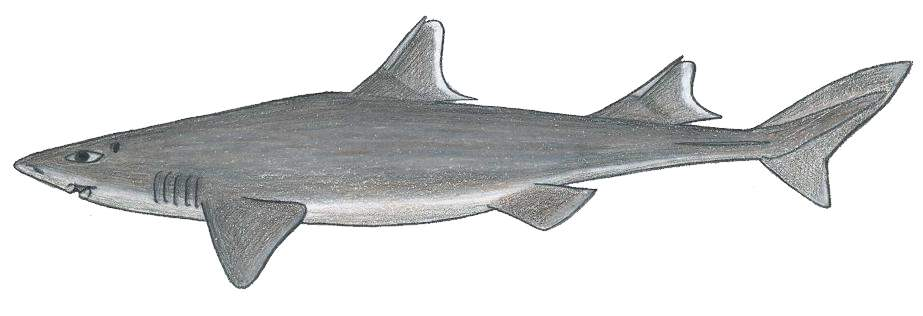
Rauhaut-Dornhai
(Cirrhigaleus asper)

- Schlingerhaie (Centrophoridae) (18 Arten)
- Unechte Dornhaie (Dalatiidae) (10 Arten)
- Laternenhaie (Etmopteridae) (über 50 Arten)
- Schweinshaie (Oxynotidae) (5 Arten)
- Schlafhaie (Somniosidae) (17 Arten)
- Dornhaie (Squalidae) (etwa 35 Arten)

## Systematik und Evolution

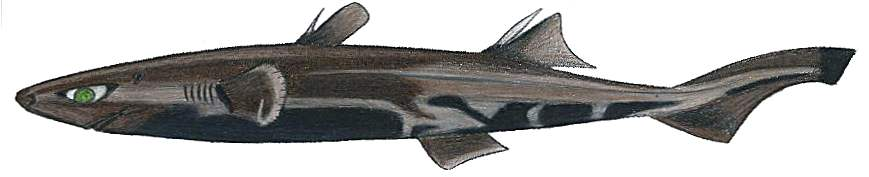
Zwerg-Laternenhai
(Etmopterus perryi)

Zusammen mit den Ordnungen der Nagelhaie (Echinorhiniformes), Engelhaie (Squantiniformes) und der Sägehaie (Pristiophoriformes) gehören sie zu den Haien ohne Afterflosse, den Squalomorphii. Von den Engelhaien, die einen flachen und rochenähnlichen Körper besitzen, unterscheiden sie sich durch ihre eher 'haiartige' Form, von den Sägehaien durch die Form ihres Kopfes.
Der Ursprung der Dornhaiartigen liegt wahrscheinlich im Oberjura, als sich die Nagelhaie (Echinorhiniformes), die Sägehaie (Pristiophoriformes), die Engelhaie (Squatiniformes), Protospinax und die Dornhaiartigen voneinander trennten. In der Unterkreide, vor etwa 130 Millionen Jahren, entwickelten sich innerhalb der Dornhaiartigen zwei Kladen, die Dornhaie (Squalidae) und eine zweite unbenannte Klade, zu der alle anderen Familien und Unterfamilien gehören. Vor etwa 95 bis 90 Millionen Jahren, im Cenomanium und im Turonium kam es zu einer ersten Radiation, in der sich die Schlingerhaie (Centrophoridae) und die Schlafhaie (Somniosinae) inklusive der Schweinshaie (Oxynotus) entwickelten. Vor 74 Millionen Jahren, an der Grenze zwischen Campanium und Maastrichtium, starben zwei Dornhaigattungen aus: Cretascymnus und Protoxynotus. Drei weitere, Proetmopterus, Microetmopterus und Eoetmopterus, überlebten die Kreide-Tertiär-Grenze nicht. Unmittelbar danach fand eine zweite Radiation statt und führte zur schnellen Evolution der Laternenhaie (Etmopterinae) und der Dalatiinae.

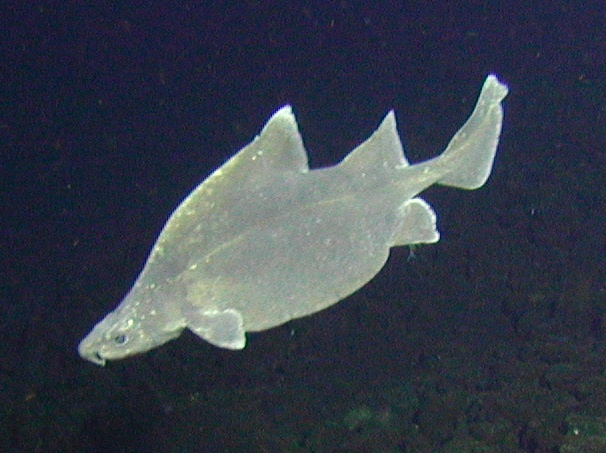
Stachelige Meersau
(Oxynotus bruniensis)

Folgendes Kladogramm verdeutlicht die wahrscheinlichen verwandtschaftlichen Zusammenhänge:
|                         | Laternenhaie (Etmopteridae)                                         |
|                         |                                                                     |
|                         | Schlafhaie (Somniosidae) inkl. Oxynotus                             |
|                         |                                                                     |
|                         | \| \| Dornhaie (Squalidae) \| \| \| \| \| \| Dalatiidae \| \| \| \| |
| Vorlage:Klade/Wartung/3 |                                                                     |
|                         | Dornhaie (Squalidae)                                                |
|                         |                                                                     |
|                         | Dalatiidae                                                          |
|                         |                                                                     |

|  | Dornhaie (Squalidae) |
|  |                      |
|  | Dalatiidae           |
|  |                      |

|                         | Laternenhaie (Etmopteridae)                                         |
|                         |                                                                     |
|                         | Schlafhaie (Somniosidae) inkl. Oxynotus                             |
|                         |                                                                     |
|                         | \| \| Dornhaie (Squalidae) \| \| \| \| \| \| Dalatiidae \| \| \| \| |
| Vorlage:Klade/Wartung/3 |                                                                     |
|                         | Dornhaie (Squalidae)                                                |
|                         |                                                                     |
|                         | Dalatiidae                                                          |
|                         |                                                                     |

|  | Dornhaie (Squalidae) |
|  |                      |
|  | Dalatiidae           |
|  |                      |

## Belege
1. ↑  Alfred Goldschmid: Chondrichthyes, in: W. Westheide und R. Rieger: Spezielle Zoologie. Teil 2. Wirbel- oder Schädeltiere. Spektrum, München 2004; S. 199. ISBN 3-8274-0307-3
2. ↑  Leonard Compagno, Marc Dando, Sarah Fowler: Sharks of the World. Princeton Field Guides, Princeton University Press, Princeton und Oxford 2005, ISBN 978-0-691-12072-0. Seite 103.
3. ↑  Adnet, S. & Cappetta, H. 2001 09 14: A palaeontological and phylogenetical analysis of squaliform sharks (Chondrichthyes: Squaliformes) based on dental characters. Lethaia, Vol. 34, pp. 234–248. Oslo. ISSN 0024-1164
4. ↑  Gavin J.P. Naylor, Janine N. Caira, Kirsten Jensen, Kerri A.M. Rosana, Nicolas Straube & Clemens Lakner: Elasmobranch Phylogeny: A Mitochondrial Estimate Based on 595 Species (Memento des Originals vom 15. Februar 2019 im Internet Archive)  Info: Der Archivlink wurde automatisch eingesetzt und noch nicht geprüft. Bitte prüfe Original- und Archivlink gemäß Anleitung und entferne dann diesen Hinweis.. in Jeffrey C. Carrier, John A. Musick, Michael R. Heithaus: Biology of Sharks and Their Relatives (Marine Biology). Verlag: Crc Pr Inc, 2012, ISBN 1-43983-924-7